# لویفسکی

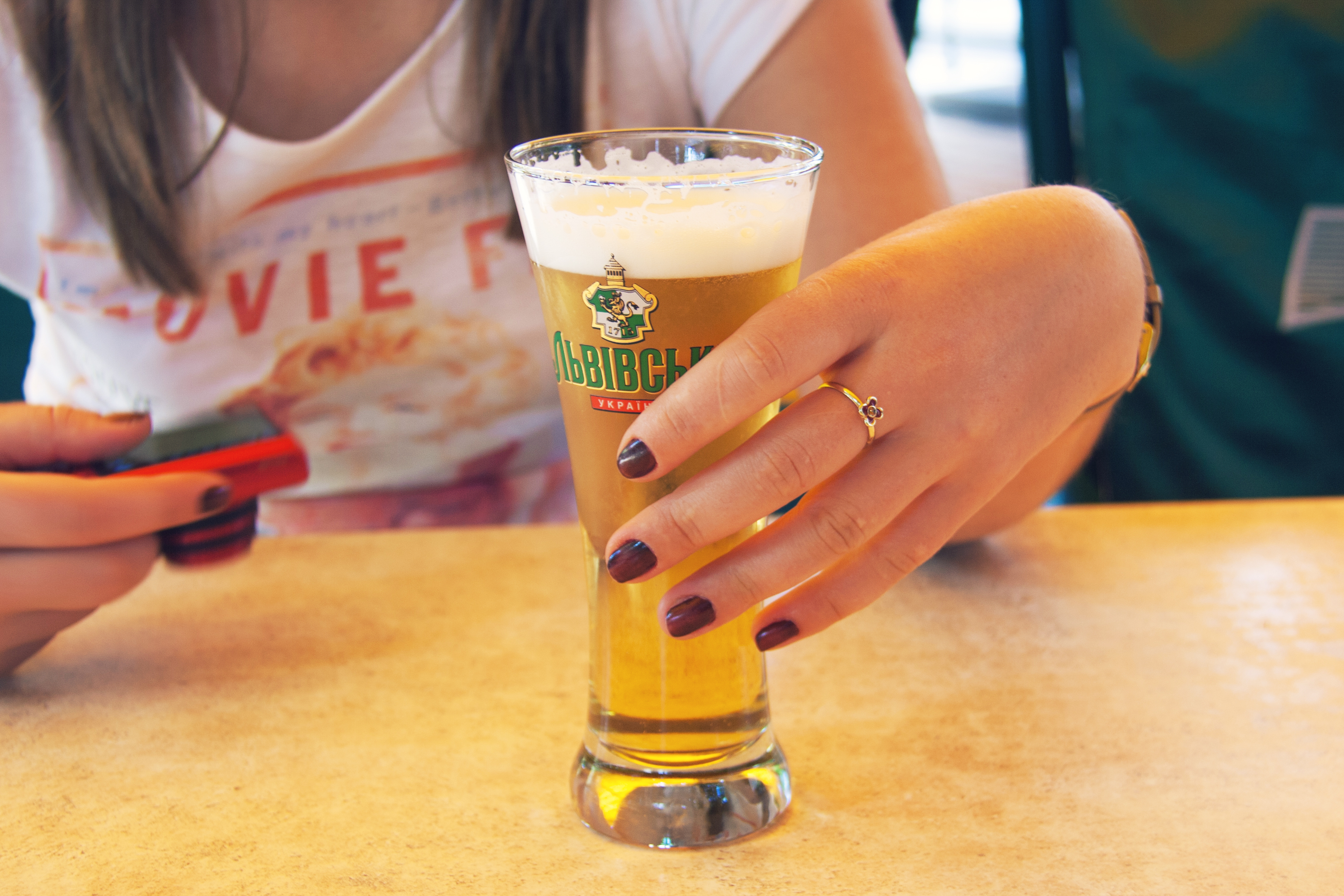
یک لیوان آبجو لویفسکی

لویفسکی (اوکراینی: Львівське) شرکت نوشیدنی اوکراینی است، که در سال ۱۷۱۵ تأسیس شد.